# 布雷塞島
布雷塞島是蘇格蘭的島嶼，位於北海，屬於昔德蘭群島的一部分，長9公里、寬5公里，面積28.05平方公里，最高點海拔高度226米，島中有11座湖泊，2001年人口384。
60°09′N 1°05′W / 60.150°N 1.083°W